# 조구등
조구등(釣鉤藤, Uncaria rhynchophylla)은 꼭두서니과의 한 종이며, 조등(釣藤)이라고도 한다. 중국이 원산지이며, 혈압 상승을 억제하는 카테킨이 포함되어 있어 약재로 사용된다.